# Baron Altrincham

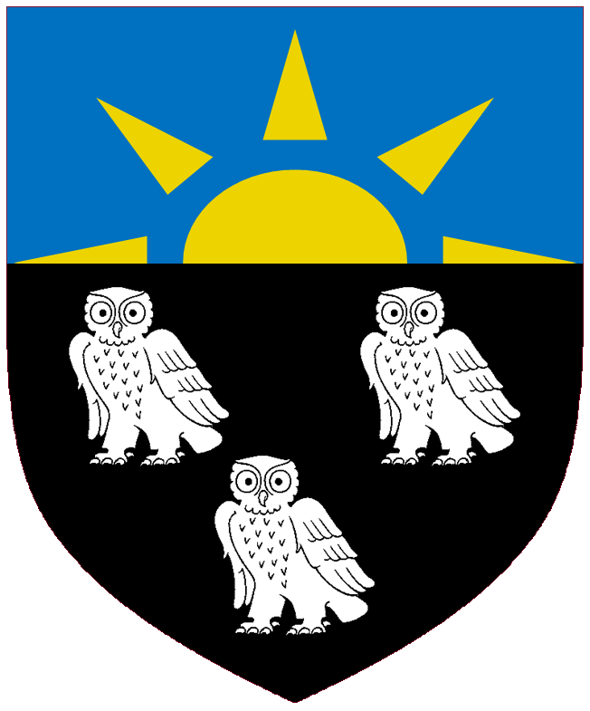
Wappen der Barone Altrincham

Baron Altrincham, of Tormarton in the County of Gloucester, ist ein erblicher britischer Adelstitel in der Peerage of the United Kingdom.

## Verleihung
Der Titel wurde am 1. August 1945 für den Unterhausabgeordneten Sir Edward Grigg geschaffen.
Sein Sohn und Erbe, der bekannte Journalist John Grigg, 2. Baron Altrincham, war am 31. Juli 1963 der zweite Peer, der nach Inkrafttreten des Peerage Act 1963 auf Lebenszeit auf seinen Adelstitel verzichtete und sich somit die Möglichkeit erhielt für das House of Commons kandidieren zu können. Der Titel ruhte dadurch und lebte bei dessen Tod 2001 für dessen Bruder als 3. Baron wieder auf.

## Liste der Barone Altrincham (1945)
- Edward Grigg, 1. Baron Altrincham (1879–1955)
- John Grigg, 2. Baron Altrincham (1924–2001, 1963 ausgeschlagen)
- Anthony Grigg, 3. Baron Altrincham (* 1934)

Titelerbe (Heir Apparent) ist der älteste Sohn des jetzigen Barons, Edward Sebastian Grigg (* 1965).